# كاتي ستيوارت
كاتي ستيوارت هي ممثلة كندية، ولدت في 22 مارس 1985 بفانكوفر في كندا.

## أعمال

### أفلام
- (2003) إكس 2[2][3][4]
- (2016) عتبة السابعة عشر[5]

## وصلات خارجية
- كاتي ستيوارت على موقع IMDb (الإنجليزية)
- كاتي ستيوارت على موقع روتن توميتوز (الإنجليزية)
- كاتي ستيوارت على موقع ألو سيني (الفرنسية)
- كاتي ستيوارت على موقع أول موفي (الإنجليزية)
- كاتي ستيوارت على موقع قاعدة بيانات الأفلام السويدية (السويدية)
- كاتي ستيوارت على موقع قاعدة بيانات الفيلم (الإنجليزية)
- كاتي ستيوارت على موقع كينوبويسك (الروسية)